# Llista de caps de la Nació Navajo
Aquesta és la llista dels cabdills i dirigents dels navahos o navajos, un poble d'amerindis dels Estats Units que constitueixen la tribu reconeguda federalment Nació Navajo

## Caps dels Navaho (fins al 1922)
- 18.. - 1849 Narbona (Naat'aa) (1766 - 1849)
- 1849 - 18.. Mariano Martinez
- 18.. - 1855 Zarcillos Largos 		 (m. 1858)
- 1855 - 1858 Manuelito (Ch'ilhajini) (1818 - 1893)
- 1858 Zarcillos Largos
- 1858 - 1861 Herrero Delgado (A'tsidii Sani) (1830 - 1870)
- 1861 - 1866 Herrero Grande
- 1866 - 1870 Barboncito (Da'ghaaii) (1820 - 1871)
- 1870 - 187. Ganado Mucho (To'tso'nii) (m. 1890)
- 187. - 1885 Manuelito
- 1885 - 1922 Henry Chee Dodge (Adiitsa'ii) (1857 - 1947)

## Caps del Consell Navaho
- 1922 - 1923 Business Council (Henry Chee Dodge, Dugal Chee Bekiss i Charley Mitchell)
- 1923 - 1929 Henry Chee Dodge
- 1929 - 1933 Deshna Chischilze
- 1933 - 1937 Thomas Dodge
- 1937 - 1939 Henry Taliman, Sr.
- 1939 - 1943 Jacob C. Morgan
- 1943 - 1947 Henry Chee Dodge
- 1947 - 1955 Sam Ahkeah (1896 - 1967)
- 1955 - 1963 Paul Jones
- 1963 - 1971 Raymond Nakai
- 1971 - 1983 Peter MacDonald 	 (1928)
- 1983 - 1987 Peterson Zah
- 1987 - 1989 Peter MacDonald
- 1989 - 1991 Leonard Haskie (interí)

## President de la Nació Navajo
- 1991 - 1995 Peterson Zah
- 1995 - 1998 Albert Hale
- 1998 Thomas Atcitty
- 1998 - 1999 Milton Bluehouse, Sr. (1935)
- 1999 - Gener 2003 Kelsey Begaye (1951)
- Gener 2003 - 2011 Joe Shirley, Jr. (1947)
- 2011- Ben Shelly (1947)